# Saint-Fons
Saint-Fons is een gemeente in de Franse Métropole de Lyon (regio Auvergne-Rhône-Alpes). De plaats maakt deel uit van het arrondissement Lyon. Saint-Fons telde op 1 januari 2022 19.549 inwoners.

## Geschiedenis
In 1887 werd Saint-Fons afgesplitst van Vénissieux en werd een zelfstandige gemeente. Na de Eerste Wereldoorlog kwam er veel industrie in Saint-Fons en de gemeente trok veel arbeidsmigranten aan.

## Geografie
De oppervlakte van Saint-Fons bedroeg op 1 januari 2022 6,06 vierkante kilometer; de bevolkingsdichtheid was toen 3.225,9 inwoners per km². De gemeente ligt op de linkeroever van de Rhône en vormt een stedelijke agglomeratie met Lyon.

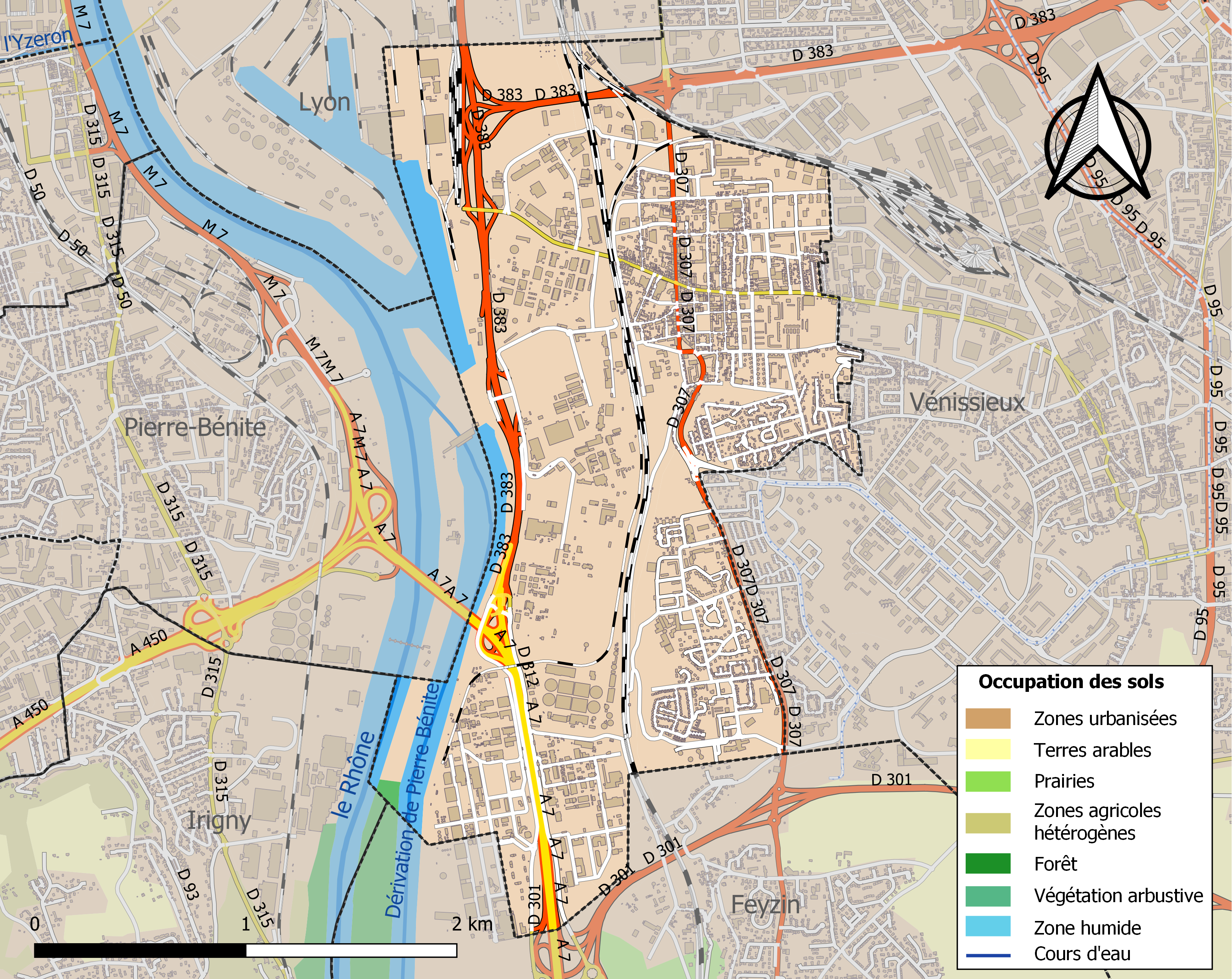
Kaart van de gemeente met de belangrijkste infrastructuur, bodemgebruik en omliggende gemeenten

## Demografie
Onderstaande figuur toont het verloop van het inwonertal (bron: INSEE-tellingen).